# Youri Tsourilo
Youri Alekseïevitch Tsourilo (en russe : Ю́рий Алексе́евич Цури́ло), né le 10 décembre 1946 à Viazniki dans l'oblast de Vladimir, est un acteur russe de théâtre et cinéma.

## Biographie
Tsourilo naît à Viazniki dans l'oblast de Vladimir d'un père tsigane et d'une mère russe. Il fait ses études à l'école d'art dramatique de Iaroslavl, puis, joue dans les théâtres de Novgorod, Nijni Novgorod, Novossibirsk, Norilsk. Depuis 1993, il est acteur de théâtre Alexandrinski de Saint-Pétersbourg. Sa carrière au cinéma commence en 1966, mais la célébrité lui vient sur le tard, après le rôle principal dans Khroustaliov, ma voiture ! d'Alekseï Guerman en 1998.

## Filmographie partielle
- 1996 : Ermak (ru) (Ермак) de Valeri Ouskov
- 1998 : Khroustaliov, ma voiture ! (Хрусталёв, машину!) d'Alekseï Guerman
- 2004 : Countdown (Личный номер) de Evgueni Lavrentiev
- 2007 : Kilomètre zéro (Нулевой километр) de Pavel Sanaïev (ru) : Bondarev
- 2008 : Battlestar Rebellion (Обитаемый остров) de Fiodor Bondartchouk
- 2010 : Le Dernier Voyage de Tanya (Овсянки) d' Alekseï Fedortchenko
- 2013 : Il est difficile d'être un dieu (Трудно быть богом) d'Alekseï Guerman
- 2014 : L'Idiot ! (Дурак) de Youri Bykov
- 2014 : La Légende de Viy (Вий) d'Oleg Steptchenko (ru) : Sotnik
- 2014 : The Search (Поиск) de Michel Hazanavicius
- 2017 : Le Dernier Chevalier (Posledni bogatyr, Последний богатырь) de Dmitri Diatchenko : Ilya Mouromets
- 2021 : Le Dernier Chevalier : La racine du mal (Последний богатырь: Корень зла) de Dmitri Diatchenko : Ilya Mouromets